# Bill Rieflin

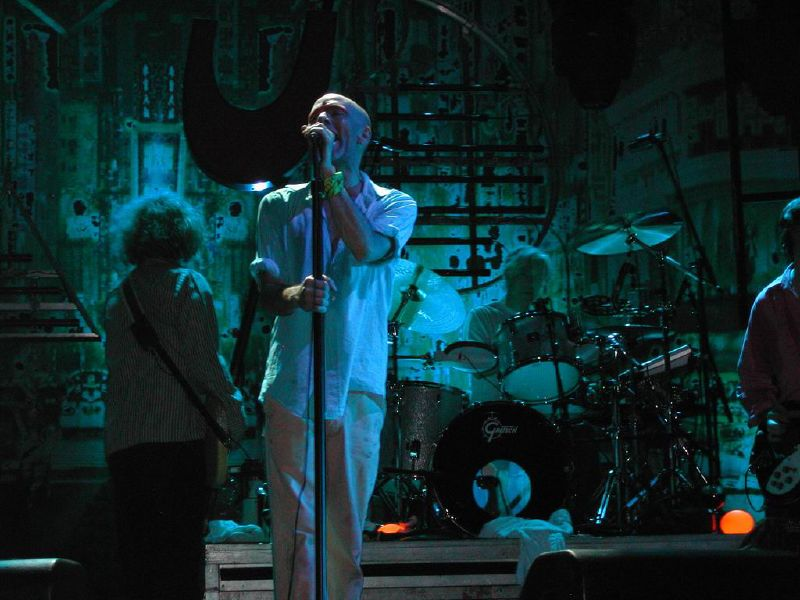
Bill Rieflin op drumstel

William "Bill" Rieflin (Seattle, 30 september 1960 - 24 maart 2020) was een Amerikaans muzikant. Hij speelde in diverse bands waaronder Ministry, Revolting Cocks, Lard, Pigface, Swans en Nine Inch Nails. Sinds 2003 speelde hij als drummer met R.E.M. tijdens opnames en optredens. Hij verving daarmee Bill Berry maar maakte formeel geen deel uit van de band. Daarnaast trad Rieflin ook op als producer. Vanaf 2013 tot aan zijn dood in 2020 was hij lid van King Crimson.
- Bibsys: 15021240
- Bibliothèque nationale de France: cb15952729k (data)
- International Standard Name Identifier: 0000 0001 1493 8970
- Library of Congress Control Number: no2006130163
- MusicBrainz: f40bf2d1-1da5-4146-96ab-865242554a66
- Système universitaire de documentation: 243125119
- Virtual International Authority File: 78814218
- WorldCat: E39PBJd88x43ThHyHKKvq74yVC